# Pardini (azienda)
Pardini Armi S.R.L. è un'azienda italiana fondata negli anni 80 da Giampiero Pardini a Camaiore.
È specializzata nella produzione di armi sportive per il tiro a segno.

## Storia
Giampiero Pardini, appassionato di tiro a segno, sperimenta pressoché tutte le specialità di questo sport e negli anni 80 inizia a produrre armi fondando l'azienda. Il primo prodotto di successo fu la PGP 75, arma corta libera per il tiro a 50 metri. L'arma ebbe subito successo, grazie ad essa venne avviata una collaborazione con la Fiocchi Munizioni, importante produttore italiano di cartucce.

## Prodotti

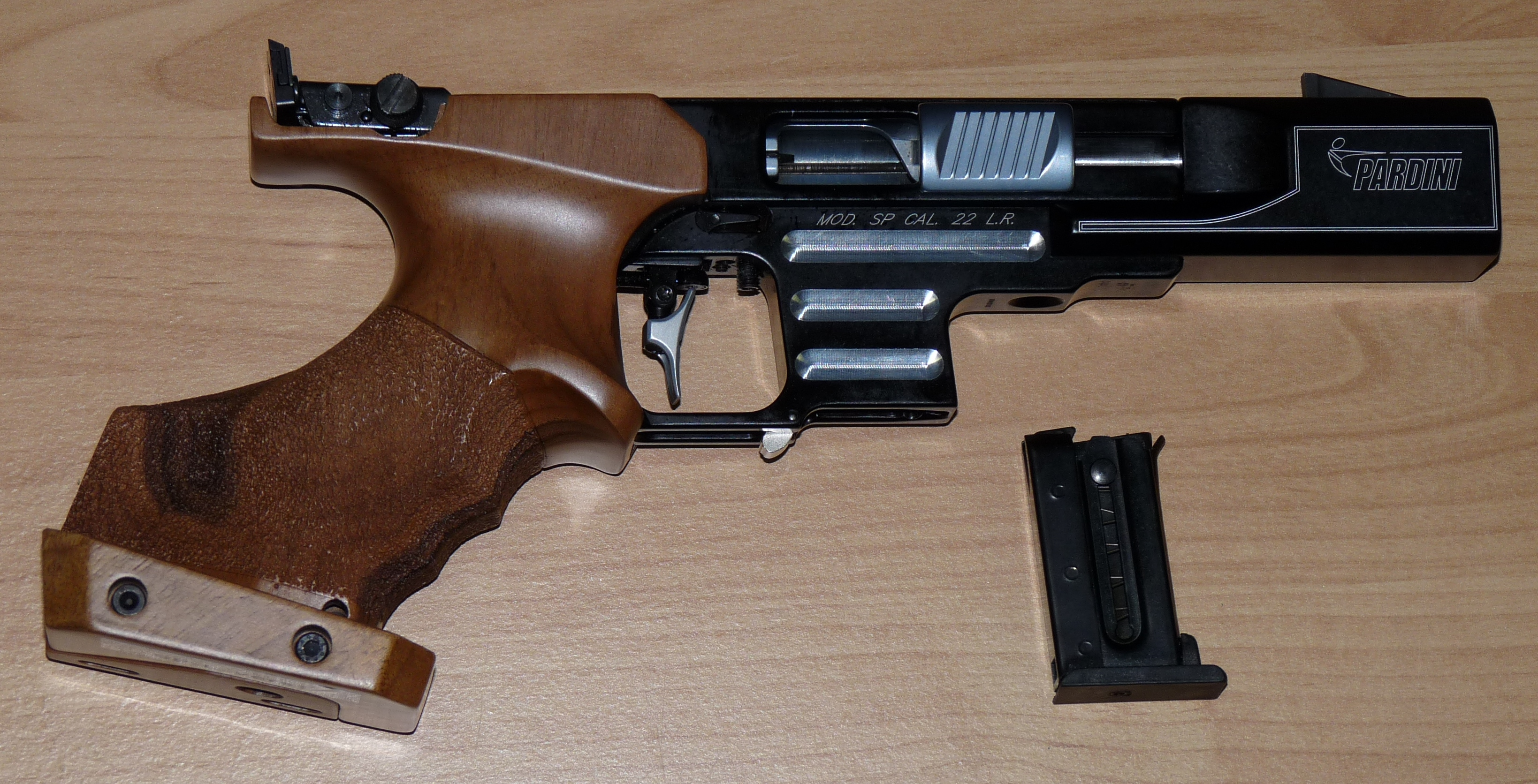
Una Pardini SP, .22 Long Rifle

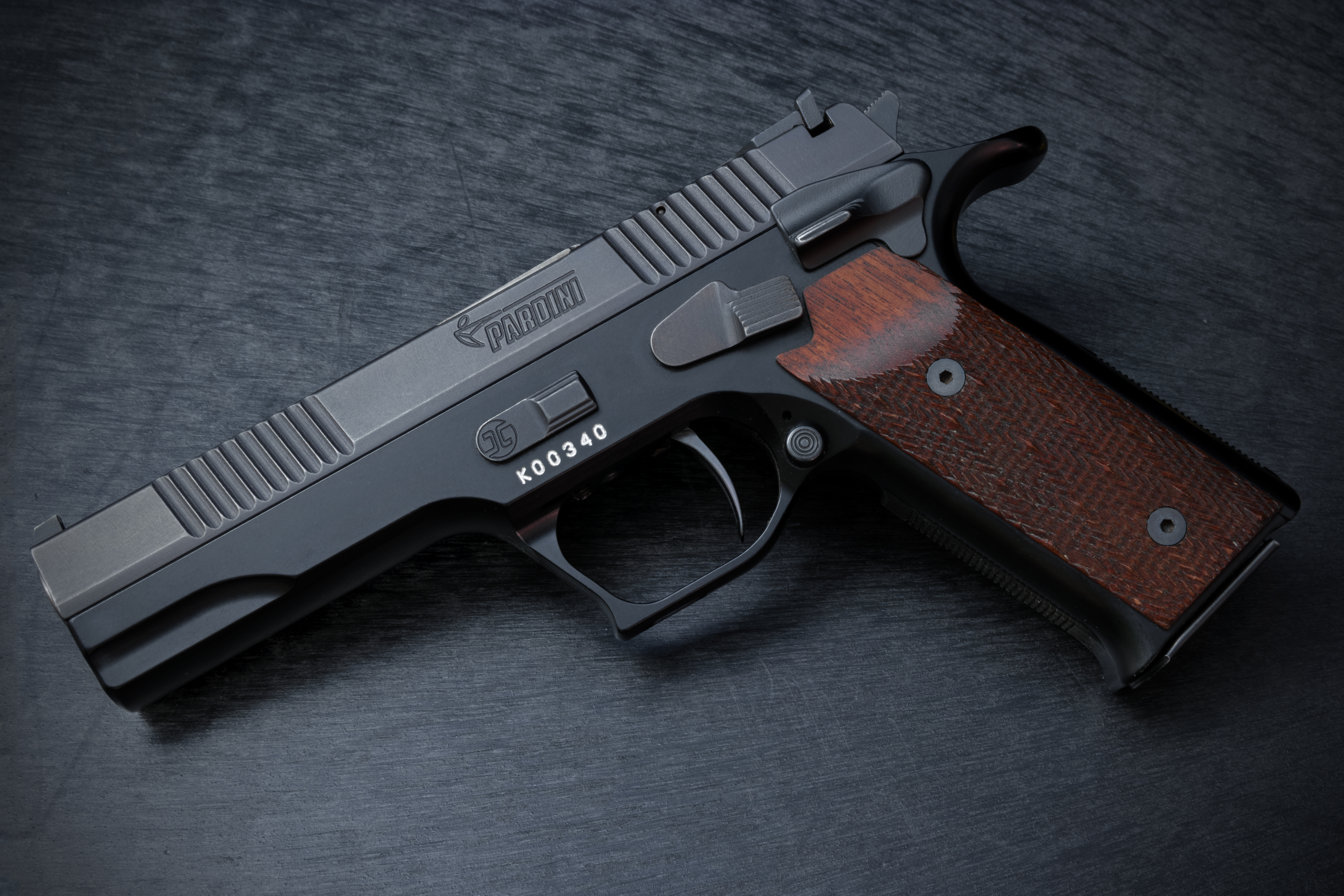
Una Pardini GT9, 9 × 21 mm IMI

### Pistole
Aria compressa
- K12 Absorber e K12 Junior
- K10 e K10 Junior
- KID

Accademiche
- SP e SP Rapid Fire
- HP
- FPM e FPE

Tiro dinamico
- GT9 e GT45
- GT40
- GT9-1 e GT45 II

### Carabine
Aria compressa
- GPR1
- GPR1 PRO
- GPR1 EVO
- GPR1 TOP